# Frederick W. Baller
Frederick William Baller (1852. november 21. – Sanghaj, 1922. augusztus 12.; kínai neve pinjin hangsúlyjelekkel: Bào Kāngníng; magyar népszerű: Pao Kang-ning; egyszerűsített kínai: 鲍康宁; hagyományos kínai: 鮑康寧) brit protestáns hittérítő, sinológus.

## Élete, munkássága
Frederick W. Baller már 17 évesen a Londonban működő Missziós Intézet hallgatója volt. A végzés után kínai szolgálatra kérte magát, és 1973. szeptember 3-án elhagyta Angliát. November 5-én érkezett meg társaival Sanghajba. Egyik misszionárius társát, Mary Bowyert 1874. szeptember 17-én vette feleségül.
Baller majd négy évtizeden át végzett hittérítő munkát Kína több régiójában. Élete során számos, a sinológiához is kapcsolódó művet publikált.

## Főbb művei
- Frederick William Baller, China Inland Mission. Lessons in elementary Wen-li. SHANGHAI: China Inland Mission, 128. o. (1912). Hozzáférés ideje: 2011. május 15.
- Frederick William Baller, China Inland Mission. Mandarin primer: prepared for the use of junior members of the China Inland Mission, 4, SHANGHAI: China Inland Mission, 350. o. (1900). Hozzáférés ideje: 2011. május 15.
- Frederick William Baller, China Inland Mission. An idiom a lesson: a short course in elementary Chinese, 3, SHANGHAI: Morgan and Scott Ltd., 106. o. (1921). Hozzáférés ideje: 2011. május 15.
- Robert Henry Mathews, Frederick William Baller. Kuoyü primer: progressive studies in the Chinese national language. China inland mission, 5. o. (1938). Hozzáférés ideje: 2011. május 15.
- Frederick William Baller, China Inland Mission. An analytical Chinese-English dictionary. SHANGHAI: China inland mission and American Prebysterian mission press, 637. o. (1900). Hozzáférés ideje: 2011. május 15.
- Life of C. H. Spurgeon Translated into Mandarin
- A Retrospect by J. Hudson Taylor (translated into Chinese)
- An analytical Chinese-English dictionary : compiled for the China Inland Mission (1900)
- 'An analytical vocabulary of the New Testament (1907)
- A Mandarin primer (1911)
- An idiom a lesson; a short course in elementary Chinese (1921)
- Frederick William Baller. An analytical vocabulary of the New Testament, 2, SHANGHAI: China Inland Mission and American Presbyterian Mission Press, 418. o. (1907). Hozzáférés ideje: 2012. február 10.(Harvard University)
- Frederick William Baller. An analytical vocabulary of the New Testament. SHANGHAI: China inland mission and American Presbyterian mission press, 264. o. (1893). Hozzáférés ideje: 2012. február 10.(Harvard University)
- Frederick William Baller. The A.B.C. of Chinese writing .... China inland mission, 70. o. (1913). Hozzáférés ideje: 2012. február 10.(Princeton University)
- Kangxi (Emperor of China), Yongzheng (Emperor of China), Youpu Wang, Frederick William Baller. The Sacred edict. SHANGHAI: American Presbyterian Mission Press, 216. o. (1892). Hozzáférés ideje: 2012. február 10.(Columbia University)
- Frederick William Baller. A vocabulary of the colloquial rendering of the Sacred edict. SHANGHAI: American Presbyterian mission press, 217. o. (1892). Hozzáférés ideje: 2012. február 10.(the University of California)
- Kangxi (Emperor of China), Yung-chang (Emperor of China ;), Frederick William Baller, China Inland Mission. The sacred edict: with a translation of the colloquial rendering, 2, reprint, American Presbyterian Mission Press, 216. o. (1907). Hozzáférés ideje: 2012. február 10.()
- Kangxi (Emperor of China), Yongzheng (Emperor of China), Youpu Wang, Frederick William Baller, China Inland Mission. The Sacred edict: Shen yü kuang hsün, with a translation of the colloquial rendering, 6, China Inland Mission, 216. o. (1924). Hozzáférés ideje: 2012. február 10.(the University of Michigan)